# Єрксгайм
Єрксгайм (нім. Jerxheim) — громада в Німеччині, розташована в землі Нижня Саксонія. Входить до складу району Гельмштедт. Складова частина об'єднання громад Гезеберг.
Площа — 17,44 км2. Населення становить 1084 ос. (станом на 31 грудня 2021).